# Oni, ona i pizzeria
Oni, Ona i Pizzeria (ang. Two Guys, a Girl and a Pizza Place) – amerykański sitcom w reżyserii Kenny'ego Schwartza i Danny'ego Jacobsona. Serial tworzony na zlecenie ABC w latach 1998–2001. Emitowany również w Polsce przez TV4 oraz Polsat. Nakręcono 81 odcinków (4 sezony), każdy trwał ok. 22 minut.

## Główne postacie
- Michael „Berg” Bergen – Ryan Reynolds
- Peter „Pete” Dunville – Richard Ruccolo
- Sharon Carter – Traylor Howard